# Monsieur Mouche (Disney)
Pour l’article homonyme, voir Monsieur Mouche.
Monsieur Mouche est un personnage développé par les studios Disney sur la base du personnage éponyme du roman Peter Pan de J. M. Barrie pour le long métrage Peter Pan (1953).

## Interprètes
- Voix originale : Bill Thompson
- Voix allemande : Erich Kestin
- Voix brésilienne : Orlando Drummond (années 1950) et Carlos Marques (années 1990)
- Voix danoise : Elith Foss
- Voix finnoise : Seppo Laine
- Voix française : Camille Guérini (1953), Teddy Bilis (1992) et Patrice Dozier (Peter Pan 2 : Retour au Pays imaginaire et Clochette et la Fée Pirate)
- Voix italienne : Vinicio Sofia
- Voix japonaise : Kazuo Kumakura et Shigeru Ushiyama
- Voix néerlandaise : John Kraaijkamp, Sr.
- Voix polonaise : Aleksander Dzwonkowski
- Voix portugaise : Rui Mendes
- Voix québécoise : Jacques Lavallée (Peter Pan 2 : Retour au Pays imaginaire)
- Voix suédoise : Hans Lindgren (1953 et 1992)
- Jim Gaffigan (Peter Pan et Wendy, 2022)

## Apparitions
- Peter Pan
- Peter Pan 2 : Retour au Pays imaginaire
- Peter Pan et Wendy (Peter Pan & Wendy)
- Jake and the Never Land Pirates: Never Land Rescue
- The Pirate Fairy
- Walt Disney anthology series
- Raw Toonage (cameo)
- House of Mouse
- Jake and the Never Land Pirates
- Once Upon a Time

## Jeux vidéo
- Disney's Villains' Revenge (voice cameo)
- Return to Never Land
- Peter Pan: Adventures in Neverland
- Kingdom Hearts series
- Epic Mickey series
- Disney Universe
- Kinect Disneyland Adventures
- Hidden Worlds